# Pohlern
Pohlern es una comuna suiza del cantón de Berna, situada en el distrito administrativo de Thun. Limita al oeste y noroeste con la comuna de Blumenstein, al noreste con Uebeschi, al este con Höfen bei Thun y Oberstocken, y al sur con Därstetten.
Hasta el 31 de diciembre de 2009 situada en el distrito de Thun.